# Kirsten Høiler
Kirsten Høiler (født 7. januar 1949) er en tidligere dansk atlet fra Amager Idrætsforening (1967-1972) og Trongårdens IF (1974-1985).
Hun deltog i to EM og 29 seniorlandskampe, vandt fire individuelle danske mesterskaber samt 14 danske mesterskaber i stafetløb. I 1972 var hun OL-kandidat på 800 meter, men blev skadet.
Kirsten Høiler er Exam.scient i idræt fra Københavns Universitet, og har siden 1985 været ansat i Danske Spil.

## Internationale mesterskaber
- 1971 EM 800 meter, semifinale, 8. plads, 2.07,6
- 1969 EM 4x400 meter 3.36,2

## Danske mesterskaber
- Bronze 1982 800 meter 2:07.99
- Sølv 1981 400 meter 56.81
- Sølv 1981 800 meter 2:08.5
- Guld 1979 400 meter 55.84
- Guld 1979 400 meter hæk 61.64
- Sølv 1979 800 meter 2:08.5
- Sølv 1978 400 meter 56.79
- Sølv 1978 800 meter 2:10.41
- Sølv 1977 400 meter 56.02
- Sølv 1977 800 meter 2:08.1
- Sølv 1976 800 meter 2:11.60
- Bronze 1976 1500 meter 4:33.8
- Bronze 1974 400 meter 57.1
- Guld 1971 400 meter 55.7
- Guld 1971 800 meter 2:05.9
- Sølv 1970 400 meter 56.6
- Sølv 1970 800 meter 2:14.2
- Bronze 1968 400 meter 57.4

## Nordiske rekorder
- 4x400 meter 3.36,2 1969

## Danske rekorder
- 1500 meter 4.31,3 1971
- 4x100 meter 47,51 1977
- 4x400 meter 3.36,2 1969
- 4x800 meter 9.02,3 1978
- 1000 meter stafet 2.13,6 1971

## Personlige rekorder
- 100 meter: 12,4
- 200 meter: 24,9 1971
- 400 meter: 54,9 1971
- 800 meter: 2.05,7 1971
- 1000 meter: 2.45,8 1982
- 1500 meter: 4.26,7 1982
- 400 meter hæk: 61,64 1979

## Hædersbevisninger
- Amagerbladets idrætspris 1971
- Ekstra Bladets "Ugens pigsko" 1971
- Københavns Atletik-Forbunds dommerklubs jubilæumspokal 1970
- Det grønne Områdes "Årets idrætsmand" 1984 (Trongårdens Idrætsforenings damehold)